# Easaval
Easaval är en kulle i Storbritannien.   Den ligger i kommunen Yttre Hebriderna och riksdelen Skottland, i den nordvästra delen av landet, 800 km nordväst om huvudstaden London. Toppen på Easaval är 15 meter över havet. Easaval ligger på ön South Uist.
Terrängen runt Easaval är platt åt sydväst, men åt nordost är den kuperad. Havet är nära Easaval åt sydväst.